# Liste der Monuments historiques in Saint-Thiébault
Die Liste der Monuments historiques in Saint-Thiébault führt die Monuments historiques in der französischen Gemeinde Saint-Thiébault auf.

## Liste der Immobilien
| Bezeichnung         | Beschreibung            | Standort               | Kennzeichnung | Schutzstatus | Datum | Bild           |
| ------------------- | ----------------------- | ---------------------- | ------------- | ------------ | ----- | -------------- |
| Kirche St-Thiébault | Portal, 12. Jahrhundert | Rue Jean-Jaures (Lage) | PA00079234    | Inscrit      | 1925  | weitere Bilder |